# 馬場紀寿
馬場 紀寿（ばば のりひさ、1973年 - ）は、日本の仏教学者、東京大学東洋文化研究所教授。

## 経歴
青森県出身。1996年、花園大学文学部卒。2000年、東京大学文学部卒。2006年、東京大学大学院人文社会学系研究科博士課程修了、博士（文学）取得。
2006年、東京大学東洋文化研究所助手。2007年、同助教。2010年、同准教授。2019年、同教授。東京大学研究倫理推進室室員を兼任。
在外研究として、2006年ケンブリッジ大学ダーウィンカレッジリサーチアソシエイト、2009年スタンフォード大学何家基金仏教学センター客員研究員。

## 研究
研究分野は古代インド仏教および上座部仏教。
博士論文は「三明説の伝承史的研究：部派仏教における仏伝の変容と修行論の成立」で、2006年に東京大学より博士（文学）の学位を取得した。主査は下田正弘、副査は斎藤明・丘山新・佐々木閑・森祖道。
在外研究中に博論の内容を発展させ、2008年に最初の単著『上座部仏教の思想形成-ブッダからブッダゴーサへ』を出版した。同書により、2009年日本南アジア学会賞や、2018年日本学術振興会賞を受賞した。同書において、仏教史におけるブッダゴーサの新たな位置づけを提唱した。

## アカハラ疑惑
2016年より、馬場紀寿はブッダゴーサの仏教史における位置づけを巡り、清水俊史と論争を行っていた。上座部仏教の『パーリ仏典』の大乗経典に対する優位性（どちらが成立年代が先か、どちらが釈迦直説に近いか）については現在論争中の事案である。上座部の国々で普及している『パーリ仏典』はスリランカのブッダゴーサが正典と定めた仏典を底本としているが、馬場紀寿はブッダゴーサが非仏説（釈迦が説いたものではない）として大乗経典を恣意的に排除し、また採用した仏典についてもブッダゴーサが信じる教説にそぐわない箇所は改ざんが行われた、すなわち現在の上座部仏教の教義はブッダゴーサの思惑によって釈迦の直説が排され、大乗的な要素が排されて成立したとする説を唱えた。この馬場説は大乗非仏説に対する有効な反論の論拠とされてきた。同じく上座部仏教研究者で馬場の師にあたる森祖道も馬場説に賛同の意を示した。しかし清水俊史はこの説に異を唱え、ブッダゴーサは仏典注釈者としての本分を務めたにすぎず経典の改ざんは行わなかったとした。清水説では大乗経典は明らかに後世の創作であるため『パーリ仏典』に採用されず排除されたとした。馬場・清水論争は、清水説が正しければ『パーリ仏典』の方が釈迦直説に近いということになり大乗非仏説に根拠を与え、日本仏教の教義は全て釈迦の直説ではなく後世に創作されたものだということになるので、仏教界の注目を集めていた。
2017年、清水の著書『上座部仏教における聖典論の研究』の出版をめぐり、「さる先生」から「清水説には研究倫理上の問題がある」などの清水の研究不正の指摘があり、その後「さる先生」とその支持者らによって清水や出版社に対して脅迫的言動を含む出版差し止めの妨害工作が複数回行われた。大蔵出版は行った人物の名を明かさなかったが「出版したら清水を潰す。大蔵出版の姿勢も叩く」「清水君が出版をあきらめれば、彼の就職を応援する」などの脅迫的言動があったという。第三者委員会による検討の結果不正は認められなかったとして、大蔵出版は「さる先生」らの行為について学問の自由を脅かす憂慮すべき事態で、かつ「極めて悪質なハラスメント」「不当な出版妨害工作」と判断したと公式声明で発表した。
2022年、佐々木閑は『禅学研究』第100号においてこの論争を整理する評論を発表し、大蔵出版のいう「さる先生」が馬場であることを示唆した。佐々木閑は「加害者と利害を共有し、加害者を援護している人もいるようなので、そういった人たちの言動を逐一観察し記録する。その記録は状況が変われば公にできる時が来るかもしれない。ひょっとしたら記録だけ残して死ぬかもしれないが、それはそれで構わない。（略）加害者側が清水氏に対しておこなった行為から類推して、このような評論を公にした私に対しても様々な攻撃がおこなわれる可能性はある。おおっぴらな攻撃は自らの行為を告白するようなものであるから、おそらくは秘密裏に，私の言動の信頼性を損なわせるような策を練るものと思われる。幸いなことに私はもう人生の峠も越し、守るべきものもないので構わないが、そのような私に引き比べて、傑出した能力を持ち堂々と論陣を張りながら邪な妨害によって人生の登り口で足を引っ張られた清水氏の心中を思うとやるせない」とこの告発の覚悟と気概を述べている。佐々木によれば、大蔵出版の声明後、全国紙からの取材もあったが、全国紙は本件を記事として取り上げていないという。
清水はその後、学術公募に落選して無職となり、一時は日雇い労働で生計を立てていたが、後に仏教研究に復帰した。2023年12月、清水は著書『ブッダという男』（ちくま新書）のあとがきで、馬場からアカデミックハラスメント（アカハラ）を受けたと実名で告発した。清水は、馬場とその支持者ら（森祖道など）から繰り返し圧力と出版妨害を受けてきたとし、全国紙から関係者への取材があったが馬場や森、馬場の指導教官である下田正弘は取材に応じなかったことなどを記している。清水はresearchmap上で山極伸之も馬場のアカハラに同調したと主張している。
2024年2月、馬場はresearchmap上で、清水が主張するようなアカハラや出版妨害は行っていないと反論、清水説には研究倫理上の問題があり学会は調査する必要があると主張した。これに対し清水もresearchmapで、馬場の出版妨害やアカハラはあったと反論、学会への調査請求も不当なものだと主張した。同月、佛教大学仏教学会は「研究倫理上の調査義務を負わない」として馬場の請求を却下し、清水に反論の機会を与えると通告した。
2025年5月、清水は著書『お布施のからくり』のあとがきで、馬場のresearchmapでの「アカハラは行っていない」とする主張は虚偽であるとし、佐々木閑や他の研究者、出版社もアカハラを目撃していると述べている。また、馬場の元指導教官である下田正弘は、馬場が出版妨害問題を研究不正問題にすり替えたと明言し、馬場の言動に賛同しない旨を本人に伝えていたと記している
。

### その他
2018年、佐藤哲朗（日本テーラワーダ仏教協会）が、馬場紀寿の『初期仏教-ブッダの思想をたどる』（2018年、岩波書店）に記された「「布施」と漢訳されたのは、出家者に衣の「布」を「施」すことが主要な贈与のひとつだったからである」という記述が誤りであると指摘し、その旨を馬場本人にメールで伝えるとともに、自身のブログに掲載した。これを受け、馬場は佐藤との共演が予定されていた講演会で、主催者の吉永進一に「共演NG」を通告。その結果、佐藤の登壇は一方的にキャンセルされてしまった。
2024年、佐藤が吉永進一にこの「共演NG」の経緯を尋ねると、吉永は「東大の先生にそういうことをしちゃだめなんだよ」と発言。これを受け、佐藤は「東大の先生に間違いを指摘する行為は人倫に悖ること」と揶揄しながら、東京大学の教授である馬場に間違いを指摘してしまったことを謝罪した。
なお、佐藤の指摘した個所は、増刷において「校正で直しきれなかった誤記誤植」として修正されており、著者本人の間違いではなく、編集者の校正ミスとされている。しかし、佐藤は、この誤りが馬場本人に由来するものであるにもかかわらず、編集部の責任として修正されている状況に対し、「東大のインド哲学の偉大なる大先生がそんな間違いをするはずがない」と揶揄した。

## 学術賞歴
- 2009年 - 日本南アジア学会賞『上座部仏教の思想形成-ブッダからブッダゴーサへ』（2008年、春秋社）に対して
- 2011年 - 日本印度学仏教学会賞
- 2016年 - パーリ学仏教文化学会賞
- 2017年 - 東方学会賞「スリランカにおける史書の誕生」『東方学』133に対して
- 2018年 - 日本学術振興会賞「思想・正典形成・言語イデオロギーを中心とする上座部仏教形成史の研究」に対して[2]

## 著書

### 単著
- 『上座部仏教の思想形成-ブッダからブッダゴーサへ』（2008年、春秋社、ISBN 978-4393112717）
  - 新装版: 2020年、春秋社、ISBN 978-4393111215
- 『初期仏教-ブッダの思想をたどる』（2018年、岩波書店〈岩波新書〉、ISBN 978-4004317357）
- 『仏教の正統と異端-パーリ・コスモポリスの成立』（2022年、東京大学出版会出版、ISBN 978-4-13-016043-8）

### その他
- 『神話世界と古代帝国』〈アジア人物史 1〉集英社、2023年、ISBN 9784081571017（執筆担当：第4章「ブッダ - 〈所有〉と〈再生産〉の社会に現れた覚者」259-274頁）